# 修養
| ウィキペディアには「修養」という見出しの百科事典記事はありません（タイトルに「修養」を含むページの一覧/「修養」で始まるページの一覧）。 代わりにウィクショナリーのページ「修養」が役に立つかもしれません。 |